# Ecopistas

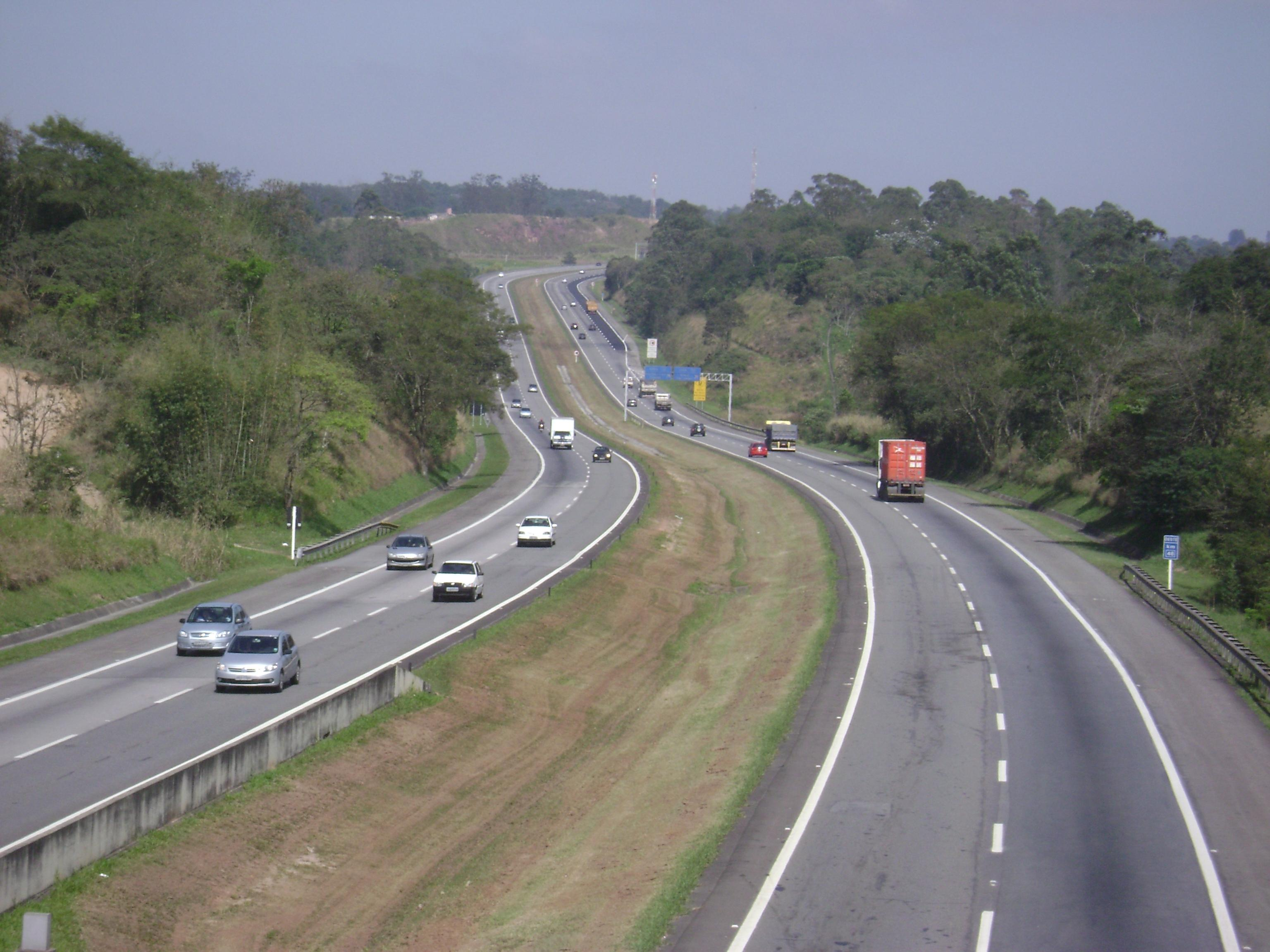
Trecho da Rodovia Ayrton Senna em Mogi das Cruzes, administrada pela Ecopistas.

A Ecopistas é uma empresa da EcoRodovias com sede em Itaquaquecetuba, SP. É a concessionária responsável desde de 18 de junho de 2009 pela gestão e administração das rodovias que integram o chamado Corredor Ayrton Senna/Carvalho Pinto, a SP-70 que faz ligação entre a cidade de São Paulo e o Vale do Paraíba, com 140 km de extensão. O Controle da empresa é do Grupo Ecorodovias S.A, empresa de capital aberto, cujas ações (ECOR3), podem ser negociadas na Bolsa de Valores de São Paulo.

## Rodovias concedidas
- SP-70 - Rodovia Ayrton Senna
- SP-70 - Rodovia Governador Carvalho Pinto
- SP-19 - Rodovia Hélio Smidt (trecho do km 0 ao km 2,4)
- SP-99 - Rodovia dos Tamoios (trecho Km 4,5 ao Km 11,5)
- SPi-179/060 Interligação com a Rodovia Presidente Dutra
- SPi-035/056 Interligação com a SP-56 em Itaquaquecetuba